# Oyem
Oyem es la capital de la provincia de Woleu-Ntem, en el norte de Gabón.
Se ubica en la orilla del río Ntem y unida por la carretera N-2, en una meseta elevada a unos 900 m. Es el centro administrativo y logístico del área agrícola que le rodea. Se encuentra a unos 411 km de la capital nacional, Libreville.

## Historia
Oyem recibe su nombre de un gran árbol que crece alrededor de la villa.
En los años 1990, fueron asesinadas varias oficiales del Cuerpo de Paz en el área, generando controversia sobre la seguridad de sus localizaciones. En 2004 se produjo una plaga de perros rabiosos en la zona, matando la rabia a tres personas de los cinco infectados, a lo cual siguió unos meses más tarde una rara fiebre tifoidea que afectó a medio centenar de habitantes.

## Administración
La ciudad es el chef-lieu de la provincia de Woleu-Ntem y, dentro de la misma, del departamento de Woleu. Dentro del departamento, abarca los siguientes dos distritos (población en 2013):
- Oyem 1 (29 747 habitantes)
- Oyem 2 (30 938 habitantes)

## Economía local
Los cultivos más importantes son el coco y el café, que se transporta en camiones a los puertos camerunenses de Kribi y Douala para su exportación.

## Equipamientos
En la ciudad puede encontrarse un hospital, una escuela agrícola, una escuela secundaria estatal, una estación y dos iglesias.

## Demografía
| Año  | Habitantes |
| ---- | ---------- |
| 1993 | 22 404     |
| 2003 | 35 241     |
| 2008 | 38 079     |
| 2013 | 60 685     |